# Myronides pfeifferae
Myronides pfeifferae är en insektsart som först beskrevs av John Obadiah Westwood 1859.  Myronides pfeifferae ingår i släktet Myronides och familjen Phasmatidae. Inga underarter finns listade i Catalogue of Life.